# Điệu nhảy cuối cùng
Điệu nhảy cuối cùng (tựa tiếng Anh: Save the last dance for me) là bộ phim truyền hình Hàn Quốc SBS.

## Cốt truyện
Eunsoo (Eugene) là một người phụ nữ thuần khiết và mảnh mai, làm chủ một nhà nghỉ mát nhỏ cùng cha nàng. Eunsoo chỉ là một người con gái bình thường cho đến một ngày cuộc sống của nàng bị đảo lộn bởi một người đàn ông mất trí nhớ Kang Hyunwoo. Nàng đem Kang Hyunwoo về nuôi dưỡng, đặt tên cho chàng là "Baek Changho". Tình yêu nảy nở, rồi họ cưới nhau. Đêm tân hôn, cha của Eunsoo qua đời. Và không lâu sau đó, Changho biến mất. Chỉ trong một thời gian ngắn nàng Eunsoo bị mất hai người thân yêu. Rồi Changho quay trở lại, với ký ức xưa được phục hồi, và một gia tài vĩ đại trong tay. Giữa niềm vui đồng thời tai họa xuất hiện...

## Cast

### Diễn viên
- Ji Sung vai Jan-ho (Francis)/ Hyun-woo (Adrian)
- Eugene vai Eun-soo (Sandy)

### Crew
- Đạo diễn: Lee Sung-yol
- Sản xuất: Yoo Soo-yol, Park Min-yeop, You Han-na
- Đồng sản xuất: Huh Woong
- Kịch bản: Ma Jin-won, Cho Yoon-young, Son Hwang-won
- Biên tập: Kim Mi-kyung
- Âm nhạc: Edward Chun